# علم النفس العصبي السريري
علم النفس العصبي السريري هو قسم فرعي من علم النفس يهتم بالعلوم التطبيقية للعلاقات الدماغية السلوكية. يستخدم اختصاصي علم النفس العصبي معرفته في تقييم وتشخيص وعلاج و\أو إعادة تأهيل المريض خلال الفترة التي يعاني فيها من حالات عصبية، طبية، عصبية تطورية، ونفسية، بالإضافة إلى اضطرابات إدراكية وتعلمية أخرى. يدعى فرع علم النفس العصبي الذي يختص بالأطفال وصغار العمر بعلم النفس العصبي عند الأطفال.
علم النفس العصبي السريري هو شكل خاص من علم النفس السريري. وُضعت قواعد صارمة لإبقاء الدليل عاملًا أساسيًا في العلاج والبحث في هذا المجال. يركز علم النفس العصبي السريري على تقييم وإعادة تأهيل الاضطرابات النفسية العصبية. يجب أن يكون اختصاصي علم النفس العصبي قادرًا على تحديد الأعراض التي قد تحصل بسبب أذية الرأس من خلال مقابلة المريض لمعرفة ما يجب فعله لتقديم المساعدة الأفضل للمريض. من واجبات الطبيب الأخرى كشف الشذوذات المخية وارتباطاتها المحتملة. تعتبر الممارسة المسندة بالدليل في مجالي البحث والعلاج شرطًا أساسيًا للممارسة الطبية الملائمة لطبيب علم النفس العصبي السريري.
التقييم هو الخطوة المبدئية التي تُجرى عن طريق الاختبارات النفسية العصبية، لكنها تشمل أيضًا أخذ التاريخ المرضي للمريض، والملاحظة النوعية، وقد تنتهي بموجودات التصوير العصبي والإجراءات التشخيصية الطبية الأخرى. يحتاج علم النفس العصبي السريري إلى معرفة عميقة بـ: التشريح العصبي، البيولوجيا العصبية (علم الخلية العصبية)، علم المداواة النفسية (الفارماكولوجيا النفسية)، وعلم الأمراض العصبية.

## التاريخ
في نهاية القرن التاسع عشر، فسر الأطباء الأوروبيون العلاقات الدماغية السلوكية عن طريق ملاحظة المتلازمات السلوكية التي ارتبطت بسوء وظيفة بؤرية في الدماغ.
يعتبر علم النفس العصبي السريري ممارسة جديدةً تمامًا مقارنةً بالمجالات الاختصاصية الأخرى في علم النفس، إذ يعود تاريخه إلى ستينيات القرن العشرين. تطور الاهتمام التخصصي بعلم النفس العصبي السلوكي ببطء ليصبح كيانًا محددًا مع ازدياد الاهتمام فيه. اجتمعت خيوط علم الأعصاب وعلم النفس السريري والطب النفسي وعلم النفس الإدراكي والمقاييس النفسية معًا لتشكل نسيجًا معقدًا يدعى علم النفس العصبي السريري، وهو ممارسة ما زال أمامها طريق طويل للتطور. إن تاريخ علم النفس العصبي السلوكي طويل ومعقد بسبب ارتباطه مع ممارسات قديمة عديدة. ساهم الباحثون أمثال توماس ويليس (1621-1675) الذي نُسب إليه إنشاء علم الأعصاب، وجون هيولينجز جاكسون (1835-1911) الذي وضع نظرية حدوث العمليات الإدراكية في أماكن محددة في الدماغ، وبول بروكا (1824-1880) وكارل فيرنكه (1848-1905) الذي درس الدماغ البشري في سياق علم الأمراض النفسية، وجان مارتن شاركو (1825-1893) الذي علم سيغموند فرويد (1856-1939) الذي أنشأ نظرية التحليل النفسي، ساهم هؤلاء جميعًا في الطب السريري الذي ساهم لاحقًا في علم النفس العصبي السريري.
ساهم مجال القياسات النفسية (سايكوميترك) بالعلوم النفسية العصبية عن طريق أفراد مثل فرانسيس غالتون (1822-1911) الذي جمع بيانات نوعية عن التظاهرات الجسدية والحسية، وكارل بيرسون (1857-1936) الذي أنشأ علم الإحصاء الذي يعتمد عليه الآن علم النفس، وفيلهلم فونت (1832-1920) الذي أنشأ أول مختبر لعلم النفس، وتلميذه تشارلز سبيرمان (1863-1945) الذي ساعد على تطور الإحصاء عبر اكتشافاته مثل تحليل العوامل، وألفريد بينيه (1857-1911) وتلميذه تيودور سيمون (1896-1980) الذي درس تطور الطفل، والدراسات على اختبارات الذكاء التي قام بها لويس تيرمان (1877-1957) الذي طور مقاييس تصنيفية مختلفة، وروبرت يركس (1876-1956) الذي كان مسؤولًا عن اختبارات ألفا وبيتا في الجيش. كل من ذُكر كان مساهمًا في ما وصل إليه علم النفس العصبي السريري اليوم.
يركز علم النفس العصبي السريري على الدماغ ويعود إلى بدايات القرن العشرين. بالنسبة للممارس السريري، يمنح علم النفس العصبي السريري خدماته عبر ثلاث خطوات: التقييم، التشخيص، والعلاج. أطلق مصطلح اختصاصي علم النفس العصبي السريري للمرة الأولى من قبل السير ويليام أوسلر في 16 أبريل من عام 1913. لم يكن علم النفس العصبي السريري محور اهتمام حتى ظهر دليل في القرن العشرين عن العلاج الدماغي السلوكي والدراسات التي عادت إلى منطقة تعود للعصر الحجري، عندما لوحظ نقب، وهو جراحة بسيطة تزال فيها قطعة من الجمجمة، في الجماجم المكتشفة.
بالنظر إليه كمهنة، يعتبر علم النفس العصبي السريري اختصاصًا فرعيًأ يتفرع من علم النفس السريري. كانت أول ملاحظة لما يطلق عليها صدمة ما بعد الحرب (أو الصدمة القشرية shell shock) عند الجنود الذين نجوا من الحرب العالمية الأولى (1914-1918). كان هذا بداية الجهود المبذولة لفهم الأحداث الرضية وكيف تؤثر في الناس. خلال فترة الاكتئاب الكبير (1929-1941) سببت ضغوطات إضافية ظهور أعراض تحاكي صدمة ما بعد الحرب. في الحرب العالمية الثانية (1939-1945) تغير مصطلح «الصدمة ما بعد الحرب» ليصبح «تعب المعركة» وأصبح لعلم النفس العصبي السريري دور أكبر في محاولة حل أحجية الناس الذين يبدون علامات مستمرة من الصدمة والضيق.
رفعت إدارة الجنود «في إيه» التي أنشئت عام 1930 من الأصوات التي تطالب باختصاصيي علم النفس العصبي السريري والحاجة لتدريبهم بصورة أوسع.
زادت حرب كوريا (1950-1953) وحرب فيتنام (1960-1973) من الحاجة لتلقي العلاج من اختصاصيي علم النفس العصبي السريري المدربين. ظهر مصطلح اضطراب الكرب ما بعد الصدمة «بي تي دي إس» عام 1985 وبدأت تتطور القدرة على فهم الأحداث الصادمة المسببة لكافة أنواع «بي تي دي إس».
تشكل العلاقة بين السلوك البشري والدماغ محور اهتمام علم النفس العصبي السريري كما عرفه مير عام 1974. هناك فرعان لعلم النفس العصبي السريري جذبا الاهتمام الأكبر: الطبائع البيئية والعضوية. آمن علماء النفس العصبيون السابقون رالف م. ريتان وأرثر ل. بينتون وأ.ر. لوريا بالطبيعة العضوية لعلم النفس العصبي السريري ودرسوها. وعلى الجانب الآخر، لم تظهر الطبيعة البيئية لعلم النفس العصبي السريري حتى وقت قريب، وتمثلت بعلاجات معينة كالمعالجة السلوكية. لم تُفهم العلاقة بين شذوذات الدماغ المادية وتظاهرات الأمراض النفسية بشكل كامل بعد، لكنه أحد الأسئلة التي يأمل علماء النفس العصبيون السريريون الإجابة عليها مستقبلًا.
في عام 1861، بدأ النقاش حول الإمكانية البشرية مقابل الموضعة البشرية. تجادل الطرفان حول كيفية ظهور السلوك البشري في الدماغ. افترض بول بروكا أن المشاكل الإدراكية قد تحدث بسبب الأذى المادي لأجزاء محددة في الدماغ بناءً على دراسة حالة وجد فيها آفةً في دماغ شخص متوفٍ أظهر عرضًا يتمثل بعدم القدرة على الكلام، تعرف هذه المنطقة الآن بباحة بروكا. قام كارل فيرنكه عام 1874 بملاحظة مشابهة في دراسة حالة شملت مريضًا لديه آفة دماغية تمنعه من فهم الكلام، يعرف هذا الجزء من الدماغ الآن بباحة فيرنكه. اعتقد كل من بروكا وفيرنكه بنظرية التموضع ودرسوها. وعلى الجانب الآخر، اعتقد علماء نظرييون بنفس الإمكانيات أن الوظيفة الدماغية غير معتمدة على قسم مفرد من الدماغ، إنما على الدماغ ككل. أجرى ماري ج.بي فلورنس دراسات على الحيوانات وجد فيها أن مقدار النسيج الدماغي المتضرر يؤثر بشكل مباشر على مقدار تغير القدرة السلوكية أو تضررها. لاحظ كورت غولدستين ذات الأمر الذي لاحظه فلورنس عدا عند الجنود الذين قاتلوا في الحرب العالمية الأولى. في النهاية، رغم كل هذه الخلافات، لا يوجد نظرية تفسر تمامًا تعقيد الدماغ البشري. أنشأ توماس هولينجس جاكسون نظرية اعتقد أنها تقدم الحل الممكن. اعتقد جاكسون أن كلا الاحتمالية والتموضع كانا صحيحين بنسبة ما والسلوك ينبع من مناطق عديدة في الدماغ تعمل معًا بشكل مترابط لتكون السلوكيات، طور لوريا (1966-1973) من نظرية جاكسون.